# Вікшань
Вікша́нь (рум. Vicșani) — село у повіті Сучава в Румунії. Входить до складу комуни Мушеніца.
Село розташоване на відстані 389 км на північ від Бухареста, 37 км на північний захід від Сучави, 148 км на північний захід від Ясс. У селі розташовані залізнична станція Вікшань та пункт контролю на кордоні з Україною Вікшань — Вадул-Сірет.

## Населення
За даними перепису населення 2002 року у селі проживали 248 осіб.
Національний склад населення села:
| Національність | Кількість осіб | Відсоток |
| -------------- | -------------- | -------- |
| румуни         | 125            | 50,4 %   |
| поляки         | 79             | 31,9 %   |
| українці       | 38             | 15,3 %   |

Рідною мовою назвали:
| Мова       | Кількість осіб | Відсоток |
| ---------- | -------------- | -------- |
| румунська  | 146            | 58,9 %   |
| польська   | 73             | 29,4 %   |
| українська | 28             | 11,3 %   |